# Werner Baer (Musiker)
Werner Felix Baer (geboren 29. April 1914 in Berlin; gestorben 28. Januar 1992 in Sydney) war ein deutsch-australischer Musiker. 

## Leben und Wirken

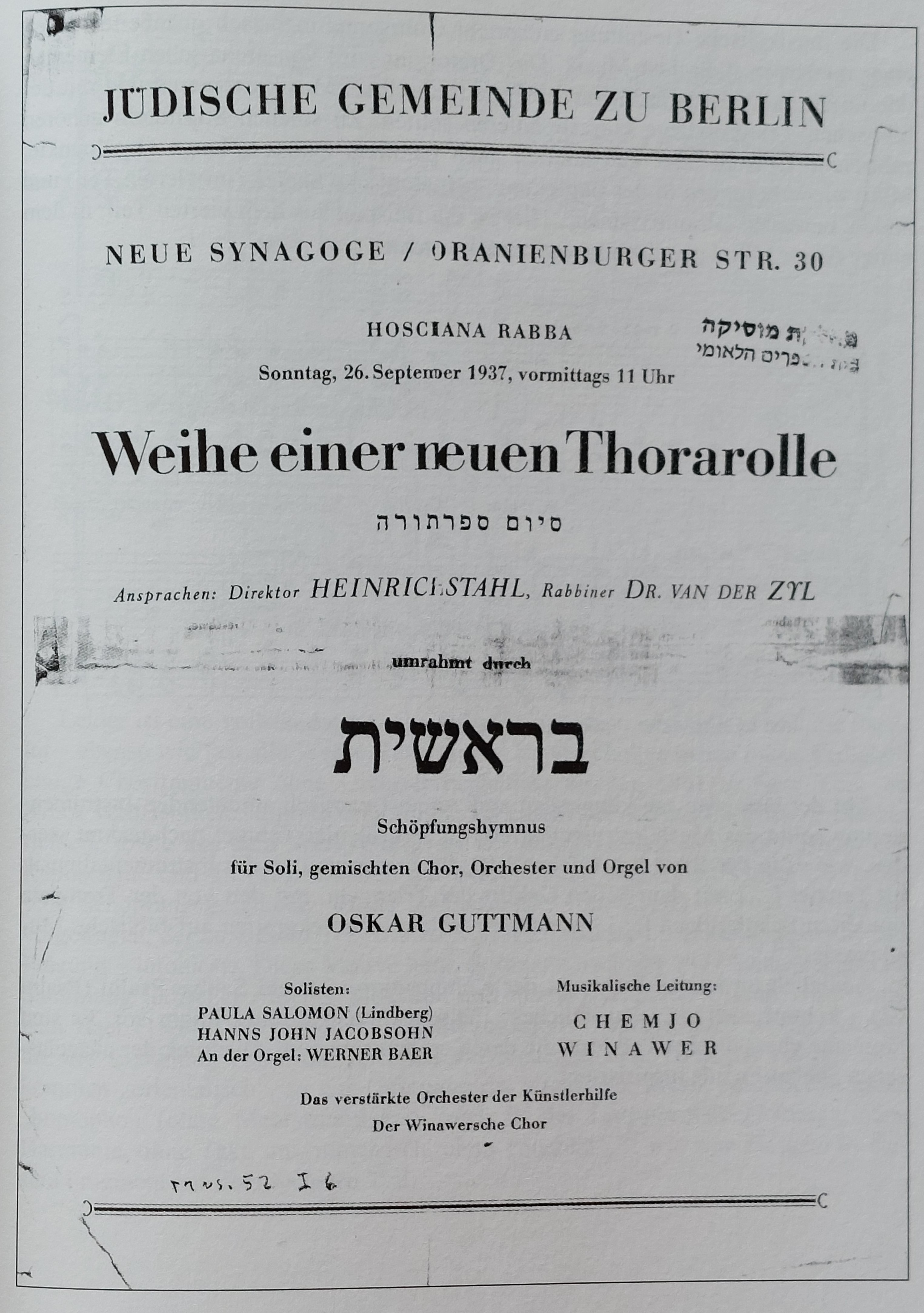
Uraufführung von Oskar Guttmanns B'reschith (1937)

Werner Baer war ein Sohn des Textileinzelhändlers Robert Baer und der Lucie Bendix. Baer besuchte das Steinsche Realgymnasium und die Friedrichwerdersche Oberrealschule. Er studierte Musik an der Berliner Hochschule für Musik und am Stern’schen Konservatorium und war Schüler des Pianisten Artur Schnabel.
Sein Studium durfte er nach der Machtergreifung 1933 der Nationalsozialisten aus rassistischen Gründen nicht zu Ende führen. Baer arbeitete ab 1935 als Organist an der Synagoge Prinzregentenstraße und als Chorleiter an der Synagoge Levetzowstraße. Als Pianist wirkte in der Jazzband Sid Kay’s Fellows und an der von Max Ehrlich geleiteten Kleinkunstbühne mit und gab 1937/38 in der privaten Musikschule Hollaender Unterricht an der Orgel und für moderne Tanzmusik. Im Mai 1938 heiratete er die Schneiderin Ilse Presch. 
Nach der Reichspogromnacht am 9. November 1938 wurde Baer im Konzentrationslager Sachsenhausen inhaftiert und wurde am 27. November mit der Maßgabe freigelassen, unverzüglich auszuwandern. Das Ehepaar Baer floh nach Italien und schiffte sich an Bord der Potsdam nach Ostasien ein. In Singapur schlug er sich als Organist und Musiklehrer durch. Nach Ausbruch des Zweiten Weltkriegs wurde Baer als Enemy alien verhaftet und gelangte mit Frau und Kind nach Australien, wo sie im Camp Tatura interniert wurden.
Anfang 1942 kam er frei und diente in den Citizen Military Forces, aus denen er nach Ende des Krieges in Ostasien im November 1945 entlassen wurde. Er erhielt 1945 die australische Staatsbürgerschaft. 
Baer zog nach Sydney und wohnte im Stadtteil St Leonards. Er  engagierte sich vielfältig im australischen Musikleben. Er war 1946–50 und 1961–64 Chorleiter in der Great Synagogue. Nach seiner Ehescheidung heiratete er 1950 Sybil Lighezzolo, sie haben zwei Söhne. Ab 1951 bis 1979 wirkte er in der Nachfolge von John Antill als Supervisor of Music im Musikprogramm der Australian Broadcasting Corporation in New South Wales, danach leitete er das Opera Studio der Australian Opera. Daneben wirkte er unter anderem als Lehrer am Sydney Conservatorium of Music. 
Baer komponierte Lieder in einem klassischen Stil und schrieb eine Operette. Er wurde 1977 zum Mitglied des Ritterordens Order of the British Empire ernannt (MBE).

## Werke (Auswahl)
- Werner Baer; John Wheeler: Salute to Australia : song for Australians. Sydney : W.H. Paling, 1951